# Cayla George
Cayla George (précédemment Cayla Francis), née le 1er mai 1989 à Mount Barker (Australie), est une joueuse australienne de basket-ball, évoluant au poste de pivot.

## Biographie
Après une première saison réussie en France sous les couleurs d'Aix-en-Provence, elle s'engage au Nantes Rezé Basket pour la saison 2013-2014 pour des statistiques de 14,5 points et 7,1 rebonds en LFB et 11,7 points et 6,9 rebonds en Eurocoupe. Après les difficultés financières du club nantais, elle rejoint le club australien de Townsville Fire pour la saison 2014-2015 de la WNBL.
En 2015, elle fait ses débuts en WNBA avec le Mercury de Phoenix qui la signe comme agent libre. Elle fait l'impasse sur la saison 2016 en raison de la préparation olympique de l'équipe australienne. De 2015 à 2017 saison WNBA 2017, se moyennes avec le Mercury sont de 4,2 points et 2,9 rebonds. En février 2018, le Mercury de Phoenix transfère Cayla George au Sun du Connecticut contre le 21e choix de la draft WNBA 2018.
Pour 2017-2018, elle joue en Australie avec Townville Fire.
Pour la saison WNBA 2018, non retenue après le camp d'entraînement du Sun du Connecticut, on la retrouve aux Wings de Dallas.

## Palmarès
- Championnat d'Océanie de basket-ball féminin
  -  Championnat d'Océanie de basket-ball féminin 2013[7]
- Championnat du monde de basket-ball féminin
  -  Médaille de bronze du Championnat du monde 2014 en Turquie[8]

- Médaille de bronze aux Jeux olympiques de 2024 à Paris[9]